# Horst Eckel
Horst Eckel (* 8. Februar 1932 in Vogelbach; † 3. Dezember 2021 in Landstuhl) war ein deutscher Fußballspieler. Von 1952 bis 1958 absolvierte er unter Bundestrainer Sepp Herberger in der deutschen Nationalmannschaft 32 Länderspiele und gehörte dem DFB-Team an, das 1954 Fußballweltmeister wurde. Mit dem 1. FC Kaiserslautern gewann er in den Jahren 1951 und 1953 die deutsche Fußballmeisterschaft. Der anfänglich als Angreifer eingesetzte Eckel entwickelte sich dank seines „enormen Aktionsradius und seiner klugen Spielweise“ rasch zu einer Idealbesetzung des rechten Außenläufers im damals bevorzugten WM-System.
Nach seiner Spielerlaufbahn studierte der gelernte Werkzeugmacher auf dem zweiten Bildungsweg Kunst und Sport für das Realschullehramt und war ab dem Schuljahr 1973 bis zu seiner Pensionierung als Lehrer an der Realschule in Kusel tätig.
Eckel war ab 1997 Repräsentant der Sepp-Herberger-Stiftung. Er unterstützte als Botschafter die Initiative Respekt! Kein Platz für Rassismus. Nach dem Tod seines Nationalmannschaftskollegen Hans Schäfer am 7. November 2017 war Eckel der letzte noch lebende Spieler des „Wunders von Bern“.

## Laufbahn im Fußball

### Jugend, bis 1950
Aufgewachsen ist Horst Eckel in Vogelbach, heute ein Ortsteil von Bruchmühlbach-Miesau, 30 km südwestlich von Kaiserslautern. Neben Vater und Mutter gehörten der ältere Bruder Hans und seine Schwester Isolde zur Familie. Seine erste Berührung mit Fußball hatte Horst Eckel auf dem nahe dem Elternhaus gelegenen Schulhof in Vogelbach. Unter Aufsicht des acht Jahre älteren Bruders durfte das „schmächtige Bürschchen“ sich mit größeren und stärkeren Jungs auseinandersetzen. Seine körperlichen Nachteile glich er durch Wendigkeit, Lauffreudigkeit, Willen und Kampfgeist aus. Die harten Erfahrungen, die er im Spiel mit den Älteren sammelte, lehrten ihn, sich durchzusetzen. Während der Kriegsjahre konnte er mit den übrigen Buben nicht im örtlichen Fußballverein dem Ball nachjagen; wegen des nahen Westwalls und der Fliegerangriffe auf Homburg und den Bahnhof in Bruchmühlbach mussten die Kinder meist in der Nähe der Wohnhäuser spielen. Als Bruder Hans 1942 gefallen war, durfte Horst nicht mehr auf die Straße, sobald Fliegeralarm war. Er spielte dann zum Unwillen seiner Mutter Fußball im Haus. Kurz nach dem Krieg trennten sich seine Eltern. Horst wuchs in Vogelbach bei Mutter und Schwester in finanziell bescheidenen Verhältnissen auf. Sein Vater war im Nachbarort beruflich als Fahrdienstleiter bei der Bundesbahn beschäftigt und in der Freizeit ein engagierter Schiedsrichter. Er stand auch nach der Trennung immer hinter seinem Sohn. Nach der achtjährigen Schulzeit fand Horst 1948 Arbeit im Sägewerk in Bruchmühlbach. Viel verdiente er dort nicht, er bekam wenige Pfennige in der Stunde, und manchmal gab es ein paar Lebensmittel. Anfang 1947, er war 15 Jahre alt, wurde eine Spielgemeinschaft von Vogelbach und Bruchmühlbach gegründet. Dort spielte er einige Zeit in der A-Jugend und in der Reservemannschaft. Nach Auflösung der Spielgemeinschaft spielte er mit Zustimmung seiner Eltern und einer ärztlichen Sondergenehmigung bereits mit 15 Jahren in der ersten Mannschaft von Vogelbach. Er lief schnell und galt als abgeklärt und torgefährlich. Das wöchentlich einmal stattfindende Mannschaftstraining mittwochs in Vogelbach ergänzte er durch tägliches Einzeltraining mit dem Ball, manchmal auch mit Kameraden, die gerade Zeit hatten. Seine herausragende Laufarbeit und Wendigkeit waren bereits damals gut entwickelt, vermutlich deshalb, weil er sich stets gegen Ältere hatte behaupten müssen. Ab 1948 kamen auch Waldläufe hinzu. Sie waren ein weiterer Schritt auf dem Weg für die Ausbildung seiner schon in jungen Jahren überdurchschnittlich guten Kondition. Als Mittelstürmer war er Torschützenkönig seiner Mannschaft. Im Spiel Mann gegen Mann setzte er sich meist erfolgreich durch.
Entdeckt wurde er bei einem Sportfestspiel im Jahr 1949 in Kindsbach. Beim FV Kindsbach spielte damals Herbert Schroer; das Spiel zwischen Kindsbach und Vogelbach war dessen Abschiedsspiel, er schloss sich zur Runde 1949/50 dem VfR Kaiserslautern in der Oberliga Südwest an. Unmittelbar nach der Halbzeit erzielte Eckel mit einem Volleyschuss den 2:3-Anschlusstreffer und spielte sich in einen Lauf: Vogelbach gewann mit 8:4 Toren und Eckel als junger Mittelstürmer hatte sechs Tore erzielt. Da ausgerechnet diese zweite Halbzeit vom damaligen FCK-Juniorentrainer Richard Schneider beobachtet wurde, nahm Kaiserslautern Kontakt zu Eckel auf; er wurde in der folgenden Woche angerufen und gebeten, schon am nächsten Tag am Juniorentraining des FCK teilzunehmen.
Obwohl die ersten Trainingsminuten im Kreis der FCK-Jugend ihm den Eindruck vermittelten, dass deren Ballfertigkeit und Technik der seinen massiv überlegen waren und er drauf und dran war, das Training abzubrechen und nach Vogelbach zurückzukehren, wurde er umgehend in die Juniorenmannschaft des FCK aufgenommen.
Er fuhr in der Folge zweimal in der Woche mit dem Zug zum Training nach Kaiserslautern. Zunächst war er wegen des Vereinswechsels vier Wochen gesperrt. Mit jeder Trainingseinheit machte er technische Fortschritte. In seinem ersten Spiel bei den FCK-Junioren erzielte er in Mehlingen als Mittelstürmer fünf Tore. Da Eckel in den Finalspielen um die Südwestmeisterschaft gegen den VfR Frankenthal insgesamt zehn Treffer gelangen, wurde man in der Ersten Mannschaft auf ihn aufmerksam. Nach nicht mal einer ganzen Saison bei den Junioren des FCK, durfte er am Training der Spieler um Fritz Walter teilnehmen. Er spielte nicht mehr bei den Junioren, sondern in der Reserve und trainierte mit der Ersten Mannschaft unter Trainer Kuno Krügel. Am Nachholspieltag, dem 3. Mai 1950, debütierte der vormalige C-Klassenspieler aus Vogelbach beim 1:1-Heimspielremis gegen Phönix Ludwigshafen in der Fußball-Oberliga Südwest. Als Ersatz für den fehlenden Mittelstürmer Ottmar Walter sah er aber über 90 Minuten nach eigener Einschätzung keinen Ball; der Unterschied zwischen den Junioren und der Reserve gegenüber der Ersten Mannschaft war gravierend, insbesondere war das Spiel wesentlich schneller und härter. Er musste feststellen, dass er noch nicht so weit war. Von Fritz Walter bekam er aber die mutmachenden Worte zu hören: „Du bleibst hier, du trainierst weiter bei uns und du spielst mit uns!“ Das gab ihm Selbstbewusstsein und spornte ihn zu noch konsequenterem Training an. Dienstags und donnerstags trainierte er in Kaiserslautern, mittwochs nahm er am Mannschaftstraining in Vogelbach teil, an den anderen Tagen trainierte er zusätzlich entweder alleine oder mit ehemaligen Vogelbacher Mannschaftskameraden. Zudem ging er noch nach den FCK-Trainingstagen in Vogelbach zum Tischtennis, weil er es gut für die Förderung der Beweglichkeit und Reaktion hielt.

### 1. FC Kaiserslautern, 1950 bis 1960
Ab der Saison 1950/51 übernahm der vormalige Juniorentrainer Richard Schneider das Traineramt der Oberligamannschaft des FCK. Der Nachwuchsspieler hatte sich im Verlauf der Punktspielrunde im Südwesten – die „Roten Teufel“ gewannen mit sieben Punkten Vorsprung vor Wormatia Worms die Meisterschaft der Oberliga Südwest – mit sechs Ligaeinsätzen und sieben Toren noch keinen Stammplatz erobern können. Mal spielte er Halbstürmer; manchmal, wenn Ottmar Walter verletzt war, auf seiner Lieblingsposition als Mittelstürmer. Kurz vor den Endrundenspielen um die deutsche Meisterschaft spielte er aber im Wechsel mit Karl-Heinz Wettig auf Rechtsaußen. Er hatte damit Fritz Walter neben sich, mit dem er spielerisch besonders gut harmonierte. Beim ersten Gruppenspiel in der Endrunde, am 6. Mai 1951 in Ludwigshafen vor 65.000 Zuschauern gegen die SpVgg Fürth, stürmte Eckel auf Rechtsaußen. Fritz Walter hatte sich in der vorherigen Sitzung von Spielausschuss, Trainer und Vorstand für Eckel ausgesprochen. Der spätere Nationalspieler Herbert Erhard war als linker Verteidiger sein direkter Gegenspieler. Eckel rechtfertigte das Vertrauen von Kapitän und Spielmacher Fritz Walter und erzielte beide Treffer zum 2:2-Unentschieden. Ab dieser Partie war er Stammspieler. Er schoss in den Gruppenspielen sechs Tore und zog am 30. Juni 1951 mit dem FCK in das Endspiel in Berlin gegen Preußen Münster ein. Vor 85.000 Zuschauern im Olympiastadion stürmte er beim 2:1-Erfolg wiederum auf Rechtsaußen und gehörte damit der FCK-Elf an, die zum ersten Mal Deutscher Meister wurde.
Eckel hatte im November 1952 sein Debüt in der Nationalmannschaft gefeiert. Als die Lauterer am 21. Juni 1953 erneut in Berlin mit einem 4:1-Erfolg gegen Titelverteidiger VfB Stuttgart die zweite deutsche Meisterschaft erringen konnten, agierte er auf der rechten Außenläuferposition. Zum Saisonende 1951/52, Mitte 1952, hatte er erstmals beim FCK bei einem Freundschaftsspiel in Landau in der Pfalz Außenläufer gespielt. Den Grund, weshalb er die Position des Läufers zu übernehmen hatte, erfuhr er erst in der Vorbereitungsphase zur Weltmeisterschaft 1954 in der Sportschule Grünwald. Dass die Aufgabe des Außenläufers seine Position in der Nationalmannschaft werden würde, das hatte sich ab seinem Debüt am 9. November 1952 in Augsburg gegen die Schweiz angedeutet. Eckel wurde zum konditionsstarken Läufer mit Stürmerqualitäten und Fritz Walter konnte sich somit etwas zurückfallen lassen und so die Spiele besser aus der Tiefe dirigieren. Die Idee war dem Bundestrainer gekommen; er hatte bereits Anfang 1952 FCK-Trainer Richard Schneider und Fritz Walter gebeten, Eckel auf die Läuferposition zu schicken.
Es gehören aber auch zwei schmerzliche Endspielniederlagen mit Kaiserslautern um die deutsche Meisterschaft in die Bilanz von Eckel, zuerst die zumindest in ihrer Deutlichkeit völlig unerwartete 1:5-Finalniederlage am 23. Mai 1954 in Hamburg gegen den klaren Außenseiter Hannover 96. Zwölf Monate später folgte eine 3:4-Niederlage am 26. Juni 1955 im Endspiel in Hannover gegen Rot-Weiss Essen. Hatte das Auftreten der „Roten Teufel“ bei der Niederlage gegen Hannover vor allem Bundestrainer Herberger unmittelbar vor den WM-Tagen in der Schweiz in Bedrängnis gebracht, so bezeichnet Eckel im Rückblick das verlorene Finale gegen Essen als die schlimmste Niederlage, die er in seiner Fußballlaufbahn erlebt habe. Er sprach davon, dass die Niederlage ungerecht gewesen sei, weil der Schiedsrichter zwei Entscheidungen getroffen hatte, die er nicht hätte treffen dürfen.
Zwei besondere Ereignisse neben dem Oberligaalltag im Südwesten prägen die Saison 1956/57: Am 6. Oktober 1956 stand Eckel in der FCK-Elf, die vor 100.000 Zuschauern im Zentralstadion in Leipzig ein Freundschaftsspiel gegen SC Wismut Karl-Marx-Stadt, den Meister der DDR-Oberliga austrug, und mit 5:3 Toren gewann. Es war im Jahr 1956 ein Ereignis, das die Fußballanhänger im Osten des geteilten Deutschlands elektrisierte. Direkt nach Abschluss der Oberligarunde gehörte Eckel der Lauterer Delegation an, die auf Einladung der German American Football Association (GAFA) am 1. Mai 1957 mit dem prominenten Begleiter Sepp Herberger zu einer USA-Tournee startete. Vom 5. bis zum 21. Mai absolvierte der FCK sechs Spiele in New York, St. Louis, Chicago, Detroit und Philadelphia.
Die letzten Endrundenspiele um die deutsche Meisterschaft bestritt Eckel mit dem FCK im Juni 1957 gegen Hertha BSC (14:1), Borussia Dortmund (2:3) und Kickers Offenbach (1:4). Seine letzte Saison in der Oberliga Südwest mit Kaiserslautern war 1959/60. Der FCK belegte den fünften Rang und der Weltmeister aus dem Jahr 1954 hatte in 26 Ligaeinsätzen drei Tore erzielt. Mit einem 2:1-Heimerfolg gegen den Ludwigshafener SC beendete er am 24. April 1960 nach insgesamt 214 Oberligaeinsätzen mit 64 Toren seine Aktivität beim 1. FC Kaiserslautern. In den Endrundenspielen um die deutsche Fußballmeisterschaft hatte er von 1951 bis 1957 weitere 32 Pflichtspiele absolviert und zehn Tore erzielt.
In seiner letzten Runde, 1959/60, fehlte ihm sein Freund und Mentor Fritz Walter auf und neben dem Platz. Der Auflösungsprozess war in vollem Gange. Von den „54er-Weltmeistern“ war nur noch Werner Liebrich dabei. Er spürte, dass auch sein Ausstieg nahte. In dieser Zeit wurde er von Verantwortlichen des SV Röchling Völklingen angesprochen. Eine konkrete Vorstellung über die berufliche und sportliche Zukunft hatte er nicht. Völklingen machte ihm mit einer beruflichen Perspektive ein Angebot, das über den Sport hinausging. Er sollte eine Stelle in der Völklinger Hütte bekommen und außerdem beim SV in der Amateurliga Saarland spielen, um den angestrebten Aufstieg in die 2. Liga Südwest zu bewerkstelligen. Er nahm die Offerte aus Völklingen zur Saison 1960/61 an, denn seine Familie war sich einig, dass es sich in Anbetracht der Umstände um ein sehr gutes Angebot handelte.
Eckel selbst hält die sehr erfolgreichen Zeiten mit den Spielern des 1. FC Kaiserslautern – vor allem das Privileg, jahrelang mit einem so großen Fußballer wie Fritz Walter in einer Mannschaft spielen zu dürfen –, den Gewinn der Weltmeisterschaft 1954 und nicht zuletzt die tiefen, jahrelangen Freundschaften mit vielen Spielern und Weggefährten für sich immer für wichtiger als ein „dickes“ Bankkonto.
Nach eigener Aussage waren für Eckel unumstößliche Grundsätze: eisern zu trainieren, früh zu Bett zu gehen und auf den Alkohol- und Nikotinkonsum zu verzichten.

### Röchling Völklingen, 1960 bis 1965
Im Saarland begann der Start aber mit Hindernissen: Als Vertragsspieler der Oberliga Südwest wurde er nach dem Wechsel in das Amateurlager für ein Jahr gesperrt. Völklingen hielt das Angebot aber aufrecht und verpflichtete Eckel als Trainer. Er machte deshalb an der Sportschule Saarbrücken zur Vorbereitung seiner neuen Aufgabe die Ausbildung zur B- und A-Lizenz. Auf Anhieb wurde er 1960/61 mit der Mannschaft Meister und schaffte auch den Aufstieg in die 2. Liga Südwest. Ab der Saison 1961/62 konnte er wieder aktiv auf das Spielfeld zurückkehren. Durch den siebten (1962) und fünften (1963) Rang in der 2. Liga war er mit Völklingen für die ab der Runde 1963/64 startende zweitklassige Regionalliga Südwest qualifiziert. Unter Trainer Herbert Binkert absolvierte der Ex-Lauterer 36 Ligaspiele und erzielte mit dem Erreichen des 13. Ranges drei Tore. In den folgenden zwei Runden trat er als Spieler allmählich den Rückzug an und beendete nach einer 0:1-Auswärtsniederlage am 12. Dezember 1965 bei Phönix Bellheim nach insgesamt 57 Regionalligaeinsätzen für Völklingen seine aktive Spielerlaufbahn.
Sein Abschiedsspiel fand am 16. April 1969 in Braunschweig statt. Die „Berner Elf“ spielte noch einmal zusammen, sie hatte sich zusammengefunden, um für die Hinterbliebenen des tödlich verunglückten Eintracht-Spielers Jürgen Moll Geld einzuspielen. Er war damit derjenige Spieler der Weltmeistermannschaft von 1954, der seine aktive Karriere am spätesten beendete. Weit nach seiner Zeit als aktiver Fußballer spielte der 68-jährige Eckel nochmal beim Abschiedsspiel von Stefan Kuntz im Fritz-Walter-Stadion, bei der eine Auswahl der Kaiserslauterer Meistermannschaft von 1991 gegen die Europameistermannschaft von 1996 im Jahr 2000 antrat. Direkt nach seiner Einwechslung erzielte er das 6:5 für die Europameisterelf.

### Nationalmannschaft, 1952 bis 1958
Für die deutsche Nationalmannschaft bestritt Eckel in der Zeit von 1952 bis 1958 als rechter Außenläufer 32 Länderspiele. Das „Laufwunder“ war für Fritz Walter unentbehrlich, weil sich beide auf dem Platz sozusagen blind verstanden. Als anfangs jüngster Spieler gelangte Eckel zu dem Spitznamen „Benjamin“, wegen seiner Laufstärke und schlanken Statur nannte man ihn auch „Windhund“. In seinem Heimatort Vogelbach hieß er „die Zeeb“ (westpfälzisch für Zehe). Der Mann aus Vogelbach war einer von fünf Kaiserslauterern in der Elf, die am 4. Juli 1954 in Bern mit einem 3:2-Finalsieg über Ungarn Fußballweltmeister wurde. Er nahm wie Fritz Walter an allen sechs Spielen teil.
Nachdem das Talent des FCK beim Länderspiel am 5. Oktober 1952 in Paris gegen Frankreich 90 Minuten mit der Ersatzbank hatte vorliebnehmen müssen, debütierte er am 9. November 1952 als 20-Jähriger in Augsburg bei einem 5:1-Erfolg gegen die Schweiz in der Nationalmannschaft. Er bildete mit Mittelläufer Josef Posipal und dem linken Läufer Erich Schanko die Läuferreihe. Man spricht bis heute von der „Augsburger Elf“. Das Spiel gilt gleichsam als Geburtsstunde des WM-Teams, zumal acht Spieler des WM-Endspiels von 1954 dabei waren (u. a. Fritz Walter, Max Morlock und Toni Turek, eines seiner Vorbilder, mit dem er später freundschaftlich verbunden war).
Ab dem Debüt in der Nationalmannschaft zählte er zu deren Stammbesetzung. Als Herberger ab Oktober 1953 mit dem Fürther Karl Mai einen neuen linken Läufer mit Dynamik und ausgesprochener Zweikampfstärke in die DFB-Elf aufgenommen hatte, war das „magische Viereck“ im Mittelfeld mit Fritz Walter und Max Morlock in den Halbstürmerpositionen gefunden.
Bei dem mit 1:5 Toren deutlich verlorenen Endspiel um die deutsche Meisterschaft am 23. Mai 1954 in Hamburg gegen den Außenseiter Hannover 96 hatte sich Eckel nach einem Zusammenprall verletzt und war in den letzten 25 Minuten nur noch auf dem Linksaußenposten „herumgehumpelt“. Aber schon bei der Begrüßung von Herberger auf dem Weg zum Bankettsaal erklärte er mit einem Lachen, dass seine Verletzung – eine böse Prellung – nicht schwer und in wenigen Tagen sicherlich behoben sei. Horst Eckel war aus ganz anderem Holz geschnitzt als sein sensibler Kapitän Fritz Walter. Die Lauterer brauchten nach der Niederlage dringend Zuspruch und Trost. Da war es gut, dass der Bundestrainer inzwischen in seiner Fähigkeit zur positiven Umdeutung von Katastrophen Meister geworden war. Im Abschlusslehrgang in München wurde der Geist von Spiez, der vielbeschworene Kameradschaftsgeist, geboren. Herberger weckte die Kraft, die aus der Wut erwuchs. Es war die Kraft, die er nach schmerzlichen Niederlagen in seinen Männern, insbesondere auch in dem begeisterungsfähigen jungen Mann aus Kaiserslautern, geweckt hatte.

#### Das Wunder von Bern
Im Halbfinalspiel bei der Weltmeisterschaft 1954 in der Schweiz am 30. Juni in Basel gegen Österreich hatte Eckel von Herberger den Auftrag zu erfüllen, den torgefährlichen Ernst Stojaspal nicht ins Spiel kommen zu lassen. Die deutsche Elf setzte sich mit einem 6:1-Erfolg durch und zog damit in das WM-Finale ein. Im Spiel gegen die favorisierten Ungarn hatte er die Spezialaufgabe zu lösen, den sich zwischen dem Angriffszentrum und dem Mittelfeld permanent bewegenden Angriffsführer Hidegkuti zu übernehmen, wenn der vermeintliche Mittelstürmer hinter der Spitze das Spiel dirigieren sollte. Hidegkuti war so spielstark, dass er das Offensivspiel bestimmen und selbst wieder torgefährlich in den Angriff rücken konnte. Herberger unterstrich das mit den Worten: „So weit dürfen wir es daher gar nicht kommen lassen, denn das wäre dann die zahlenmäßige Überlegenheit im Angriffszentrum. Wenn wir diese Taktik stören, stören wir das ungarische System.“ Eckel hatte die Aufgabe, sich auf Hidegkuti zu konzentrieren, sobald der sich aus dem Angriffszentrum ins Mittelfeld zurückzog. Werner Liebrich hätte sich nicht herauslocken lassen, dafür hätte er den in der Spitze lauernden Puskás zu übernehmen gehabt. Deutschland gewann das Finale mit 3:2 Toren. Über den jungen Lauterer wurde in der Einzelkritik notiert: „Der 22-jährige Benjamin im Team konnte Hidegkuti zwar nicht immer neutralisieren, bot aber insgesamt eine starke Leistung. In der zweiten Hälfte setzte das spindeldürre Lauterer Laufwunder auch Puskas in wichtigen Phasen zu und engte dessen Kreise ein.“
Nach den WM-Tagen in der Schweiz zog sich Eckel am 12. September 1954 beim Lokalderby gegen den VfR Kaiserslautern einen Bruch des Schien- und Wadenbeines zu; das führte zu einer einjährigen Pause in der Nationalmannschaft. Am 21. August 1955 in Moskau, bei einer „historischen Begegnung“ während des Kalten Krieges, beim Länderspiel gegen die Sowjetunion (2:3), konnte er seine internationale Laufbahn fortsetzen.
Bei der Fußball-Weltmeisterschaft 1958 in Schweden gehörte er mit Senior Fritz Walter erneut dem DFB-Aufgebot an. Im siegreichen ersten Gruppenspiel gegen Argentinien (3:1) verletzte er sich, pausierte beim 2:2 gegen die Tschechoslowakei und war beim erneuten 2:2-Remis gegen Nordirland wieder im Einsatz. Da hatte er die meisten Zweikämpfe mit dem Halblinken des FC Burnley, Jimmy McIlroy, zu bestreiten. Beim hart erkämpften 1:0-Erfolg im Viertelfinale am 19. Juni in Malmö gegen Jugoslawien verhinderte er einen weiteren Treffer des Torjägers Todor Veselinović. Im Spielbericht wurde notiert: „Eckel überzeugte gegen den Dribbler Veselinovic.“ Als der Titelverteidiger im Halbfinale gegen den Gastgeber Schweden in Göteborg mit 1:3 Toren verlor, spielte der Lauterer in den Zweikämpfen in erster Linie gegen Nils Liedholm. Beim Spiel um Platz 3 in Göteborg gegen das offensivstarke Frankreich (3:6) mit deren Stars Raymond Kopa und Just Fontaine, verzichtete der Bundestrainer auf den außer Form befindlichen Lauterer Außenläufer.
Nach dem 32. Länderspiel am 19. November 1958 in Berlin gegen Österreich (2:2) verabschiedete sich Eckel aus der Nationalmannschaft. Er hatte dabei mit Herbert Erhardt und Horst Szymaniak die deutsche Läuferreihe gebildet.
Der spätere Realschullehrer war immer von dem ungeheuren Wissen des Bundestrainers beeindruckt, hatte ihn nie aufbrausend gesehen und sagte: „Er kannte jeden sehr genau. Ihm konnte keiner etwas vormachen. Diese Detailkenntnis von Freund und Feind machte ihn für mich zum größten Fußballtrainer, den es je gab. Da konnte man keiner unterschiedlichen Meinung sein. Er war der Chef und hatte recht. Was Herberger sagte, das war ein Wort, und das stimmte auch.“
Eckel war nach dem Tod von Hans Schäfer am 7. November 2017 der letzte noch lebende Spieler des WM-Finales von 1954 und des kompletten deutschen WM-Kaders.

#### Doping-Debatte
Der historische Erfolg von Bern wird mit Gerüchten und Vermutungen in Verbindung gebracht, dass er mit Hilfe von Doping zustande gekommen sei. Diese Mutmaßung war entstanden, nachdem mehrere deutsche Spieler nach dem WM-Turnier 1954 an Gelbsucht erkrankt waren. Dazu kam die Behauptung von Ferenc Puskás in einem Interview mit der französischen Zeitschrift France Football, die Deutschen hätten im Endspiel leistungssteigernde Drogen zu sich genommen. Puskás entschuldigte sich dafür aber 1960 schriftlich beim DFB. Die tatsächliche Ursache der Gelbsucht-Erkrankungen ist bis heute ungeklärt. Herberger-Biograf Leinemann zitierte Dettmar Cramer mit der Vermutung, dass sich Helmut Rahn auf einer Südamerika-Tournee von Rot-Weiss Essen infiziert habe. Ein Indiz dafür könnte sein, dass auch sein Vereinskamerad Fritz Herkenrath von Rot-Weiss Essen, der in der Schweiz nicht dabei war, an Gelbsucht erkrankte. Ferner bemerkte Leinemann, „dass bei Traubenzucker- und Vitamininjektionen durch eine unreine Nadel eine Übertragung stattgefunden haben könnte.“ Horst Eckel berichtete in seinen Erinnerungen ebenfalls von einer Traubenzuckerspritze. Mannschaftsarzt Loogen hätte in der Mittagsruhe vor dem Endspiel die Spritze verabreicht. Es sei das einzige Mal gewesen, dass zur Spritze gegriffen wurde, und zwar aus rein praktischen Gründen. An anderer Stelle erklärte Eckel, „statt der vielen Traubensäfte, die den Körper aufschwemmen, hatten sich die Spieler, die das gewollt hatten, eine Traubenzuckerspritze geben lassen!“ Er habe jedenfalls keine Gelbsucht bekommen, trotz Spritze. Eckel erklärte 2004:

„Nie Doping, wenn dann war es Traubenzucker. Und das ist kein Doping. Ich war jetzt in Bad Oeynhausen beim Ärztekongress, wo wir auch darüber sprachen. Die haben sich totgelacht, 1954 Doping. Da haben die sich totgelacht, und das ist ja doch bezeichnend.“

### Trainer
Nach seinem Wechsel nach Völklingen in die Amateurliga Saarland zur Saison 1960/61 war er wegen der einjährigen Sperre für den Wechsel eines Vertragsspielers in das Amateurlager zuerst Trainer. Er gewann mit seiner Mannschaft die Meisterschaft und stieg in die 2. Division im Südwesten auf.
Beginnend im Januar 1967 als Nachfolger von Herbert Wenz, übte Eckel in den zwei Spielzeiten 1966/67 und 1967/68 in Völklingen in der Regionalliga Südwest erneut das Traineramt aus. Mehr noch als mit den Platzierungen als Neunter (1967) und Siebter (1968) überzeugte er mit seiner Elf im Pokal. Im Südwestpokal setzte er sich am 17. Dezember 1967 mit seiner Mannschaft durch einen 1:0-Heimerfolg nach Verlängerung gegen den späteren Regionalligameister SV Alsenborn um Lorenz Horr und Klaus Schmidt durch und zog damit in den DFB-Pokal ein. Dort gelang ihm mit Völklingen am 27. Januar 1968 ein 4:2-Heimsieg gegen den Bundesligisten Werder Bremen, der mit Spielern wie Horst-Dieter Höttges, Josef Piontek, Arnold Schütz, Heinz Steinmann, Diethelm Ferner und Max Lorenz in der Saison 1967/68 Vizemeister wurde. Im Achtelfinale unterlag die Elf am 24. Februar 1968 mit 1:2 Toren bei Hertha BSC und schied aus dem DFB-Pokal aus.

## Erfolge

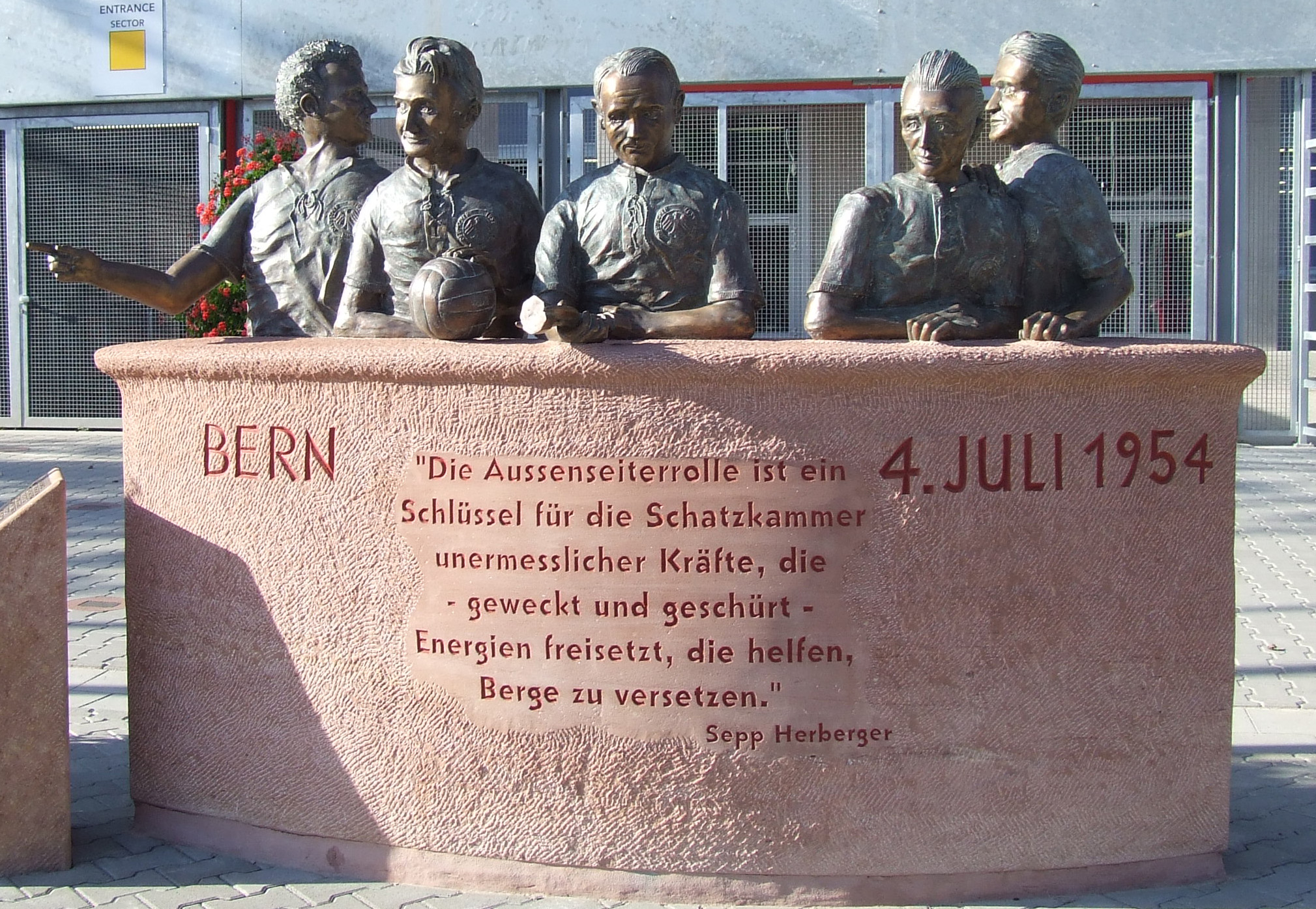
Die fünf Kaiserslauterer WM-Helden von Bern in Bronze vor dem Fritz-Walter-Stadion in Kaiserslautern. Von links nach rechts: Werner Liebrich, Fritz Walter, Werner Kohlmeyer, Horst Eckel, Ottmar Walter

- 1951 und 1953: Deutscher Meister mit Kaiserslautern
- 1954 und 1955: Deutscher Vizemeister mit Kaiserslautern
- 1950, 1951, 1953–1957: siebenmaliger Meister in der Oberliga Südwest
- 1954: Fußballweltmeister mit der Nationalmannschaft
- 1958: Vierter Platz mit der Nationalmannschaft bei der Weltmeisterschaft

## Beruf und Familie

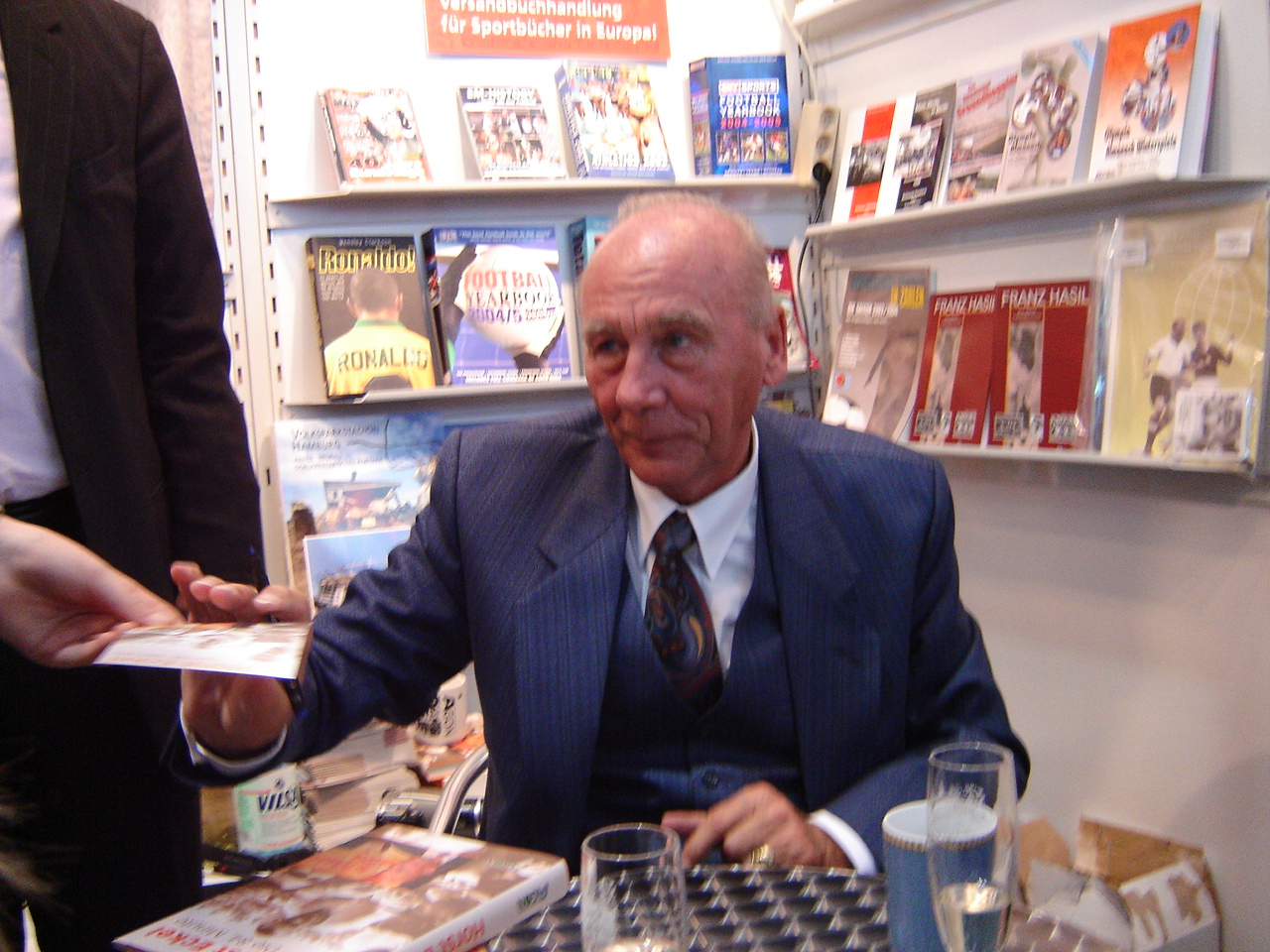
Eckel beim Signieren auf der Frankfurter Buchmesse 2004

Nachdem er sich dem 1. FC Kaiserslautern angeschlossen hatte, erlernte er den Beruf des Werkzeugmachers bei der Kaiserslauterer Nähmaschinenfabrik Pfaff. Als Vertragsspieler verdiente er monatlich beim FCK 320 DM und dadurch hatten er und seine Mutter keine Existenzsorgen mehr. Ostern 1957 war die Verlobung mit seiner Jugendfreundin Hannelore, am 25. November 1957 war die Hochzeit in Kaiserslautern. Fritz Walter war Trauzeuge.
Nach dem Abschied von Kaiserslautern und seinem Schritt im Sommer 1960 zum SV Völklingen war er im Röchling-Werk in der Verwaltung im Bereich Betriebliches Vorschlagwesen tätig und hatte zusätzlich den Lehrlingssport zu verantworten. Er verdiente im Werk in Völklingen ungefähr 1200 Mark im Monat. Durch Vermittlung seines ehemaligen FCK-Mitspielers Karl Schmidt nahm er mit 38 Jahren die Chance wahr, sich zum Sportlehrer umschulen zu lassen. Auf dem zweiten Bildungsweg studierte er ab 1970 in Trier Kunst und Sport für das Realschullehramt und war ab dem Schuljahr 1973 bis zu seiner Pensionierung als Lehrer an der Realschule in Kusel tätig. Dort unterrichtete er Sport und Werken. Seine Berufsjahre an der Kuseler Realschule sieht er als „riesige Glücksfälle meines Lebens“. Was er von Herberger und Fritz Walter gelernt hatte, versuchte er als Lehrer den Schülerinnen und Schülern weiter zu vermitteln: Disziplin, Pünktlichkeit und Fairplay.
Während des Studiums in Trier betrieb die Familie Eckel zur Bestreitung des Lebensunterhaltes in Morbach im Hunsrück ein Sporthotel. Seine Ehefrau Hannelore, die Schwiegereltern und die beiden Töchter Susanne und Dagmar kümmerten sich um das Hotel. Der Ex-Nationalspieler trainierte neben dem Studium an den Abenden verschiedene Amateurvereine und leistete damit seinen Beitrag zum Lebensunterhalt. In dieser Zeit spielte er auch noch in der süddeutschen Prominentenmannschaft. Diese Auswahl war aus der sogenannten SABA-Prominentenmannschaft hervorgegangen. In späteren Jahren war Eckel in der Lotto-Elf neben jüngeren ehemaligen Spielern wie Wolfgang Overath und Bernd Hölzenbein aktiv oder trainierte sie. Später wurde Tennis zu seiner bevorzugten Sportart – er spielte jahrelang mit Begeisterung beim ASV Bruchmühlbach.
In seinem Ruhestand arbeitete er mit Justizvollzugsanstalten zusammen, um straffällig gewordenen Jugendlichen mit Hilfe des Fußballspiels Perspektiven aufzuzeigen.
Horst Lachmund beschreibt Eckel in seinem Beitrag zu Der Mythos von Bern unter anderem mit folgenden Worten:

„Horst Eckel ist ein bescheidener Mensch geblieben, einer, auf den immer Verlass ist. Nie hat er vergessen, dass in dem kleinen Ort Vogelbach seine Fußballwiege gestanden hat. Er ist ein ausgeglichener Mensch. Freimütig, ja geradezu freudvoll erkennt er seiner Frau Hannelore das Hauptverdienst an seinem alles in allem in ruhigen Bahnen verlaufenen Leben zu. Das bodenständige Ehepaar Eckel hat es nie in die große, weite Welt gezogen. Die Eckels sind in Vogelbach geblieben.“

Eckel starb am 3. Dezember 2021 im Alter von 89 Jahren als letzter Spieler der Weltmeistermannschaft von 1954. Er hinterließ seine Frau, seine zwei Töchter und zwei Enkelkinder. Er ruht auf dem Gemeindefriedhof in Vogelbach, Ortsteil von Bruchmühlbach-Miesau, Landkreis Kaiserslautern.

## Auszeichnungen
- 1954: Silbernes Lorbeerblatt
- 1955: Einstufung als Weltklasse in der Rangliste des deutschen Fußballs
- 1997: Verdienstorden des Landes Rheinland-Pfalz
- 2004: Großes Bundesverdienstkreuz
- 2005: Regionaltriebzug 643 006 der DB erhält Eckels Namen.
- 2017: Ehrenspielführer des 1. FC Kaiserslautern[72]
- 2020: Walther-Bensemann-Preis für sein Lebenswerk als Mitglied der Weltmeistermannschaft von 1954[73]
- 2021: Aufnahme in die Hall of Fame des deutschen Fußballs

## Film und Buchveröffentlichung
Horst Eckel war der fachliche Berater von Sönke Wortmann bei dessen Film Das Wunder von Bern, der die Ereignisse rund um den WM-Sieg 1954 darstellt. In dem Film wird Horst Eckel von Holger Dexne gespielt.
2004 veröffentlichte Horst Eckel zum 50. Jubiläum des Endspieles in Bern zusammen mit Volker Neumann im AGON Sportverlag das Buch Die 84. Minute.